# Сугут-Торбиково
Сугу́т-То́рбиково (рос. Сугут-Торбиково, чув. Сăкăт) — присілок у складі Вурнарського району Чувашії, Росія. Входить до складу Сявалкасинського сільського поселення.
Населення — 239 осіб (2010; 319 у 2002).
Національний склад:
- чуваші — 99 %